# Vancouver International Airport
Vancouver International Airport ("Vancouvers internationella flygplats", IATA: YVR, ICAO: CYVR) är en flygplats utanför Vancouver som ligger på Sea Island i Richmond i British Columbia i Kanada. 2008 hade flygplatsen 17,8 miljoner passagerare.
År 2010 var det den näst mest trafikerade flygplatsen i Kanada räknat i antal flygrörelser (296 511) och passagerare (16,8 miljoner), efter Toronto Pearson International Airport, med non-stop flyg dagligen till Asien, Europa, Oceanien, USA, Mexiko, Västindien, och andra flygplatser i Kanada.
Flygplatsen har vunnit flera uppmärksammade internationella flygplatsutmärkelser, den blev under 2010 utnämnd till "Best North American Airport" av Skytrax, vilket är andra gången flygplatsen får den utmärkelsen (den första var 2007).
Flygplatsen är nav för Air Canada, Air Canada Jazz och Air Transat samt en fokusstad för WestJet.
Vancouver International Airport ägs av Transport Canada och förvaltas av Vancouver International Airport Authority, som även förvaltar andra flygplatser runt om i världen genom sitt dotterbolag Vancouver Airport Services.

## Historia
År 1927 vägrade Charles Lindbergh att inkludera Vancouver i sin nordamerikanska turné på grund av avsaknaden av en riktig flygplats. Två år senare köpte staden mark på Sea Island för luftfartsändamål, som ersättare till den ursprungliga gräslandningsbanan på Minoru Park.
Under andra världskriget blev flygplatserna och dess ursprungliga terminal, numera South Terminal, uthyrda till den federala regeringen, och driven av det kanadensiska försvars- och transportdepartementet. Flygplatsen var även en utbildningsbas för det kanadensiska flygvapnet, besättningar och deras familjer bodde i ett nyuppfört område på ön, Burkeville, uppkallat efter Boeings president Stanley Burke. Inkomster från hyresavtalet användes för att köpa ytterligare mark för nya hangarer och en produktionsanläggning för Boeings flygplan i Kanada.
Den nuvarande huvudterminalen stod klar 1968 och har sedan dess utökats till att omfatta separata nationella och internationella terminaler. En nordlig bana färdigställdes 1996.
2009 öppnade Vancouver SkyTrains Canada Line med en station på flygplatsen.

## Olyckor och tillbud
- Den 1 mars 1970, kolliderade en Vickers Viscount från Air Canada i luften med en Ercoupe 415 under inflygning till flygplatsen. Ercoupe-piloten omkom i olyckan.[6]
- Den 19 augusti 1995 kraschade en Douglas C-47b från Air North under inflygning vilket dödade en av de tre i besättningen. Flygplanet var på en flygning från en färja till Prince Rupert Airport när styrbords propeller började övervarva och beslutet fattades att återvända till Vancouver International.[7]
- Den 9 juli 2009 kl 10:08 störtade en Piper Navajo i ett industriområde i Richmond, mittemot IKEA på Sweden Way. Två personer ombord avled i olyckan.[8]